# Florence Kasumba
Florence Kasumba (Kampala, 26 ottobre 1976) è un'attrice ugandese naturalizzata tedesca.

## Biografia
Florence Kasumba ha trascorso l'infanzia a Essen, dove ha frequentato le scuole elementari e superiori. La visione del musical Starlight Express all'età di 12 anni è stata decisiva nello spingerla a voler diventare un'artista. Ha studiato alla Fontys Hogeschool voor de Kunsten di Tilburg, nei Paesi Bassi, dove si è laureata in recitazione, canto e danza.
Kasumba pratica Tai chi, Muay thai e Kung fu, inoltre parla correntemente tedesco, inglese e olandese. Il suo registro vocale è da mezzosoprano. Ha partecipato a svariati musical tra i quali: Aida, Cats, Chess, Chicago, Crazy for You, Evita, Mamma Mia!, Jesus Christ Superstar, The Lion King e West Side Story.
È sposata ed è madre di due figli.

## Filmografia

### Cinema
- Ik ook van jou, regia di Ruud van Hemert (2001)
- The Stoning, regia di Harald Holzenleiter	(2006)
- Kongo, regia di Peter Keglevic (2010)
- Buschpiloten küsst man nicht, regia di Christian Theede (2011)
- Transpapa, regia di Sarah-Judith Mettke (2012)
- Zeit der Kannibalen, regia di Johannes Naber (2014)
- Offline - Das Leben ist kein Bonuslevel, regia di Florian Schnell (2016)
- Captain America: Civil War, regia di Anthony e Joe Russo (2016)
- Was Männer über Frauen reden, regia di Henrik Regel (2016)
- Wonder Woman, regia di Patty Jenkins (2017)
- Arthur & Claire, regia di Miguel Alexandre (2017)
- Black Panther, regia di Ryan Coogler (2018)
- Avengers: Infinity War, regia di Anthony e Joe Russo (2018)
- Mute, regia di Duncan Jones (2018)
- Last Cop - L'ultimo sbirro (Der letzte Bulle), regia di Peter Thorwarth (2019)
- Black Panther: Wakanda Forever, regia di Ryan Coogler (2022)

### Televisione
- Tatort - serie TV (2006-in corso)
- Die Familienanwältin - serie TV, episodio 2x02 (2007)
- Quattro donne e un funerale (Vier Frauen und ein Todesfall) - serie TV, episodio 2x05 (2007)
- Vaticangate - Attentato al Papa (Das Papstattentat) - film TV (2008)
- Romy - film TV (2009)
- Squadra Speciale Vienna (SOKO Donau) - serie TV, episodio 6x05 (2010)
- Kreutzer kommt - film TV (2010)
- Das Vermächtnis der Wanderhure - film TV (2012)
- 14º Distretto (Großstadtrevier) - serie TV, episodio 26x07 (2013)
- Last Cop - L'ultimo sbirro (Der letzte Bulle) - serie TV, episodio 4x11 (2013)
- In aller Freundschaft - serie TV, episodio 16x07 (2013)
- Es kommt noch besser - film TV (2015)
- Ultima traccia: Berlino (Letzte Spur Berlin) - serie TV, episodio 4x07 (2015)
- Dominion - serie TV, 3 episodi (2015)
- Emerald City - miniserie TV (2017)
- Dr. Klein - serie TV, episodio 4x03 (2017)
- Squadra Speciale Cobra 11 (Alarm für Cobra 11 – Die Autobahnpolizei) - serie TV, episodio 44x01 (2018)
- Deutschland 86 – miniserie TV, 10 puntate (2018)
- Der Staatsanwalt  - serie TV, episodio 14x03 (2019)
- Preis der Freiheit - film TV (2019)
- Criminal: Germania (Criminal: Germany) - miniserie TV (2019)
- Colpevoli (Schuld) - serie TV, episodio 3x04 (2019)
- Spides - serie TV (2020)
- Deutschland 89 – miniserie TV, 8 puntate (2020)
- The Falcon and the Winter Soldier - miniserie TV (2021)
- Kitz - serie TV, 5 episodi (2021)

### Doppiaggio
- Il re leone, regia di Jon Favreau (2019)

### Programmi
- The Quest – reality, prima edizione (2014)

## Doppiatrici italiane
Nelle versioni in italiano dei suoi lavori, Florence Kasumba è stata doppiata da:
- Cristina Poccardi in Avengers: Infinity War,  The Falcon And The Winter Soldier, Black Panther: Wakanda Forever
- Giulia Santilli in Captain America: Civil War, Black Panther
- Daniela Calò in Deutschland 86, Deutschland 89
- Francesca Fiorentini in Criminal: Germania

Da doppiatrice è stata sostituita da:
- Rossella Acerbo in Il re leone